# 99 Live
99 Live es un álbum en directo del guitarrista estadounidense Gilby Clarke, antiguo miembro de Kill for Thrills y de Guns N' Roses; grabado en 1999 en Hollywood, Los Ángeles California bajo el sello discográfico Radio Mafia Records.

## Lista de canciones
Todas las canciones escritas por Gilby Clarke.
1. «Wasn't Yesterday Great» – 3:12
2. «Monkey Chow» – 4:54
3. «Black» – 5:08
4. «Kilroy Was Here» – 3:09
5. «Motorcycle Cowboys» – 4:14
6. «Good Enough For Rock N' Roll» – 3:21
7. «Cure Me... Or Kill Me...» – 5:16
8. «Tijuana Jail» – 10:35

## Miembros
- Gilby Clarke – voz, guitarra
- Tracii Guns – guitarra
- Stefan Adika – bajo
- Eric Singer – batería

## Enlaeces externos
- Sitio web oficial de Gilby Clarke

- Datos: Q3600261